# Oran „Juice“ Jones
Oran „Juice“ Jones (* 28. März 1957 in Houston, Texas) ist ein US-amerikanischer R&B-Sänger.

## Leben und Karriere
Oran Jones wurde in Houston geboren. Er zog nach Harlem um und absolvierte 1981 die United States Naval Academy. Bis 1986 diente er als Scharfschütze für das United States Marine Corps.
Im selben Jahr unterzeichnete Jones einen Plattenvertrag bei Def Jam Recordings und zählte so zu den ersten Interpreten des Labels. Im September 1986 veröffentlichte Jones das Lied The Rain, das weltweit erfolgreich wurde und ihm zwei Nominierungen zu den Grammy Awards bescherte. Ende 1986 veröffentlichte er mit kleinem Verkaufserfolg sein Debütalbum Juice, das auch das ebenfalls zur selben Zeit veröffentlichte Duett How to love Again mit Alyson Williams enthielt. Ebenso wie beim Duett, blieben die Charterfolge der Nachfolgeproduktionen unter Def Jam Recordings aus. Jones wechselte daher in den 1990er Jahren zu Tommy Boy Entertainment. Als dennoch der Erfolg weiter ausblieb, zog Jones sich ins Privatleben zurück. Er kümmerte sich um seine todkranke Mutter und unterstützte seinen Sohn Oran II, alias Mookie und seine Tochter Perri Jones bei ihren Musikkarrieren. 1997 steuerte Jones mit Poppin’ That Fly einen Soundtrack zum Film Nix zu verlieren bei.

## Diskografie

### Studioalben
| Jahr | Titel Musiklabel Katalog-Nr.             | Höchstplatzierung, Gesamtwochen, AuszeichnungChartplatzierungen (Jahr, Titel, Musiklabel Katalog-Nr., Platzierungen, Wochen, Auszeichnungen, Anmerkungen) | Höchstplatzierung, Gesamtwochen, AuszeichnungChartplatzierungen (Jahr, Titel, Musiklabel Katalog-Nr., Platzierungen, Wochen, Auszeichnungen, Anmerkungen) | Anmerkungen                                                                       |
| Jahr | Titel Musiklabel Katalog-Nr.             | US | R&B | Anmerkungen                                                                       |
| ---- | ---------------------------------------- | --- | --- | --------------------------------------------------------------------------------- |
| 1986 | Juice Def Jam 40367                      | US44 (22 Wo.)US | R&B3 (27 Wo.)R&B | Erstveröffentlichung: 12. Februar 1986 Produzenten: Russell Simmons, Vincent Bell |
| 1987 | GTO: Gangsters Takin’ Over Def Jam 40955 | — | R&B36 (9 Wo.)R&B | Erstveröffentlichung: Oktober 1987 Produzenten: Russell Simmons, Vincent Bell     |

Weitere Studioalben
- 1989: To Be Immortal (OBR 45321)
- 1997: Player’s Call (feat. Stu Large; Tommy Boy 1179)

### Singles
| Jahr | Titel Album                                         | Höchstplatzierung, Gesamtwochen, AuszeichnungChartplatzierungen (Jahr, Titel, Album, Platzierungen, Wochen, Auszeichnungen, Anmerkungen) | Höchstplatzierung, Gesamtwochen, AuszeichnungChartplatzierungen (Jahr, Titel, Album, Platzierungen, Wochen, Auszeichnungen, Anmerkungen) | Höchstplatzierung, Gesamtwochen, AuszeichnungChartplatzierungen (Jahr, Titel, Album, Platzierungen, Wochen, Auszeichnungen, Anmerkungen) | Höchstplatzierung, Gesamtwochen, AuszeichnungChartplatzierungen (Jahr, Titel, Album, Platzierungen, Wochen, Auszeichnungen, Anmerkungen) | Höchstplatzierung, Gesamtwochen, AuszeichnungChartplatzierungen (Jahr, Titel, Album, Platzierungen, Wochen, Auszeichnungen, Anmerkungen) | Höchstplatzierung, Gesamtwochen, AuszeichnungChartplatzierungen (Jahr, Titel, Album, Platzierungen, Wochen, Auszeichnungen, Anmerkungen) | Höchstplatzierung, Gesamtwochen, AuszeichnungChartplatzierungen (Jahr, Titel, Album, Platzierungen, Wochen, Auszeichnungen, Anmerkungen) | Anmerkungen |
| Jahr | Titel Album                                         | DE | AT | CH | UK | US | R&B | Dance | Anmerkungen |
| ---- | --------------------------------------------------- | --- | --- | --- | --- | --- | --- | --- | --- |
| 1986 | You Can’t Hide from Love Juice                      | — | — | — | — | — | R&B75 (5 Wo.)R&B | — | Erstveröffentlichung: April 1986; als Juice Autoren: Al Cleveland, Terry Johnson, Warren Moore, Smokey Robinson   |
| 1986 | The Rain Juice                                      | DE3 (17 Wo.)DE | AT16 (8 Wo.)AT | CH12 (8 Wo.)CH | UK4 Silber · (16 Wo.)UK | US9 Gold · (19 Wo.)US | R&B1 (21 Wo.)R&B | Dance7 (10 Wo.)Dance | Erstveröffentlichung: September 1986 Autor: Vincent Bell                                                          |
| 1986 | Curiosity Juice                                     | — | — | — | — | — | R&B45 (9 Wo.)R&B | — | Erstveröffentlichung: November 1986 Autor: Vincent Bell                                                           |
| 1987 | Here I Go Again Juice                               | — | — | — | — | — | R&B45 (10 Wo.)R&B | — | Erstveröffentlichung: Februar 1987 Autoren: Al Cleveland, Terry Johnson, Warren Moore, Smokey Robinson            |
| 1987 | Cold Spendin’ My $ Money GTO: Gangsters Takin’ Over | — | — | — | — | — | R&B41 (11 Wo.)R&B | — | Erstveröffentlichung: September 1987 Autoren: Frederick Gordon, Oran „Juice“ Jones, Russell Simmons, Vincent Bell |
| 1989 | Pipe Dreams To Be Immortal                          | — | — | — | — | — | R&B47 (9 Wo.)R&B | — | Erstveröffentlichung: November 1989 Autoren: Oran „Juice“ Jones, Sam Sever                                        |

Weitere Singles
- 1984: Rock Your Body Down (als Juice)
- 1987: I Just Can’t Say Goodbye
- 1990: Shaniqua
- 1997: Poppin’ That Fly (Clark Kent Remix)
- 1997: Player’s Call (feat. Stu Large)